# Lucius Fox
Pour les articles homonymes, voir Fox.
Lucius Fox est un personnage de fiction créé par Len Wein et John Calnan dans Batman #307 en 1979.

## Biographie fictive
Directeur général de Wayne Enterprises, Fox a la « midas touch », une capacité à transformer les entreprises en déroute en conglomérats à succès. Fox est appelé pour régler les difficultés de Wayne Enterprises et apporter un équilibre dans les finances privées et professionnelles de Bruce Wayne. Il gère également les détails de la Fondation Wayne tandis que Bruce Wayne dicte les politiques générales de l'organisation. Depuis lors, Fox a été abordé à maintes reprises par d'autres sociétés cherchant son expertise. Après avoir surmonté le défi de ramener Wayne Enterprises à sa gloire, Fox a choisi de rester ayant gagné une liberté sans précédent dans l'entreprise.
De nombreux récits font allusion au fait que Fox connaisse les activités secrètes de son employeur, et pourtant les garde pour lui, et plus particulièrement dans le long métrage Batman Begins ; tout du moins, il est conscient que son employeur n'est pas le playboy qu'il semble être. Dans le film, il a été mis à l'écart par Richard Earle, qui dirige la compagnie en remplacement de Bruce Wayne. Fox est au sous-sol de la Tour Wayne au service des sciences appliquées, remplie d'objets spéciaux et conceptuels. 
Dans le film de 2008 The Dark Knight, Fox est pleinement conscient des activités de Bruce Wayne en Batman (bien qu'il joue le jeu avec des histoires qui couvrent Wayne) et lui fournit des engins nécessaires à sa croisade.
Dans Batman: Arkham Knight, Fox travaille aussi sur le matériel de Batman, notamment les améliorations de la Batmobile.
Fox est devenu un allié précieux pour Batman, notamment par la gestion pendant la journée de Wayne Enterprises, ce qui permet à Bruce de rôder sur les toits durant la nuit. Il est aussi un ami précieux de Bruce Wayne, bien que le fait que ce dernier ne peut être totalement honnête avec lui entrave leur amitié.

## Description

### Physique
Lucius est grand et mince. Il est afro-américain.

### Compétences
Fox est un génie de la finance capable de transformer des affaires au bord de la faillite en conglomérats florissants. Quand la gestion des holdings de Bruce Wayne s'avéra désastreuse, Fox fut appelé et il rééquilibra les comptes privés de Wayne ainsi que ses affaires. Par ailleurs, il gère aussi les biens de la Fondation Wayne tandis que Wayne donne les directions générales de l'organisation.

## Création du personnage
L'auteur de la BD se disait que Bruce Wayne ne pouvait pas construire sa Batmobile, son costume et ses Batgadgets tout seul. Un assistant de Wayne Enterprise pouvait donc représenter un bon associé pour Batman.

### Origine du nom
"Fox" (« renard » en anglais) représente l'intelligence de Lucius. Ce prénom vient de l'empereur romain Lucius Verus qui était l'intelligence, mais qui n'avait pas réellement le pouvoir.[réf. souhaitée]

## Œuvres où le personnage apparaît

### Télévision
- Batman (Paul Dini, Bruce Timm, Eric Radomski, 1992-1995) avec Brock Peters (VF : Jean-François Aupied, Jean-Jacques Nervest, Jean-Pierre Leroux, Bernard Lanneau, Pierre Baton, Gilbert Levy)
- Batman (The New Batman Adventures, Alan Burnett, Paul Dini, Bruce Timm, 1997-1999) avec Mel Winkler (VF : Christian Peythieu, Olivier Rodier, Bruno Dubernat, Gilbert Levy)
- Batman (The Batman, Duane Capizzi, Michael Goguen, 2004-2008) avec Louis Gossett Jr. (VF : Patrick Borg, Thierry Murzeau)
- Gotham  (Bruno Heller, 2014-2019) avec Chris Chalk (VF : Namakan Koné)
- Pennyworth (Bruno Heller, 2019) avec Simon Manyonda

### Cinéma
- Batman Begins (Christopher Nolan, 2005) avec Morgan Freeman. (VF : Benoît Allemane et VFC : Aubert Pallascio)
- The Dark Knight : Le Chevalier noir (Christopher Nolan, 2008) avec Morgan Freeman. (VF : Benoît Allemane et VFC : Aubert Pallascio)
- The Dark Knight Rises (Christopher Nolan, 2012) avec Morgan Freeman. (VF : Benoît Allemane et VFC : Aubert Pallascio)

### Jeux vidéo
- Batman Begins (Electronic Arts, 2005) avec la voix originale de Morgan Freeman. (VF : Benoît Allemane)
- DC Universe Online (Sony Online Entertainment, 2011) avec la voix originale de Morgan Freeman. (VF : Benoît Allemane)
- Batman: Arkham Knight (Rocksteady Studios, 2015) avec la voix originale de Dave Fennoy. (VF : Thierry Desroses)
- Batman: The Telltale Series (Telltale Games, 2016) avec la voix originale de Dave Fennoy.
- Batman: The Enemy Within (Telltale Games, 2017) avec la voix originale de Dave Fennoy.